# Judith de Schweinfurt (-1104)
Pour les articles homonymes, voir Judith de Schweinfurt et Schweinfurth.
Judith de Schweinfurt, morte en 1104, était fille du comte Otton III de Schweinfurt, et duc de Souabe et d'Ermengarde de Suze.
Elle épousa en premières noces Conrad de Bonnegau († 1055), duc de Bavière et seigneur de Zutphen.
Veuve, elle se remaria avec Boson de Pottenstein, et eut :
- Adélaïde (1061 † 1106), mariée à Henri Ier, duc de Limbourg.